# Idea leucothoe
Idea leucothoe är en fjärilsart som beskrevs av Butler 1867. Idea leucothoe ingår i släktet Idea och familjen praktfjärilar. Inga underarter finns listade i Catalogue of Life.